# Franco Corelli
Franco Corelli, nome d'arte di Dario Corelli (Ancona, 8 aprile 1921 – Milano, 29 ottobre 2003), è stato un tenore italiano, fra i maggiori dagli anni cinquanta ai settanta del Novecento.

## Biografia

### Gli inizi
Nacque in una famiglia amante della lirica: il nonno Augusto Corelli fu tenore di buon livello e due zii paterni furono tenori coristi; il padre Remo e la madre Natalina Marchetti erano appassionati di canto, che praticavano a livello amatoriale.
Di fisico atletico, praticò il nuoto. Nel 1939 si diplomò come geometra e, dopo il servizio militare, nel 1942 trovò impiego al Comune di Ancona. In quegli anni cominciò a frequentare le riunioni che si tenevano nelle sale del "casino dorico", il circolo culturale del Teatro delle Muse, e nacque in lui la passione per la musica lirica e l'idea di dedicarsi al canto. Disse lo stesso Corelli: «Ho cominciato a cantare per gioco. Con un amico ascoltavo dischi e cantavo per ore e ore, e fu così che mi innamorai del canto». Nel 1946 iniziò a frequentare la Corale Bellini della sua città, cantando da baritono. In seguito Carlo Scaravelli, l'amico con cui collaborava come autodidatta, lo introdusse presso il maestro Arturo Melocchi del Conservatorio Gioachino Rossini di Pesaro, i cui insegnamenti gli permisero di estendere il proprio registro vocale a tenore. Disse Corelli a questo proposito: «Dopo alcuni mesi riacquistai la mia libertà nel canto e le mie note alte».
Ne seguì la decisione d'intraprendere seriamente la carriera di cantante d'opera. Grazie a una voce di rara ampiezza ed estensione nel 1950 fu ammesso a un corso di perfezionamento presso il Teatro Comunale di Firenze. L'anno successivo vinse il concorso del Teatro lirico sperimentale "Adriano Belli" di Spoleto e il 26 agosto debuttò nella cittadina umbra in Carmen, manifestando fin dall'inizio della carriera la prevalente vocazione ai ruoli di genere lirico-spinto e drammatico.

### La carriera
Già l'anno seguente debuttò in Giulietta e Romeo di Riccardo Zandonai al Teatro dell'Opera di Roma, seguita da Adriana Lecouvreur accanto a Maria Caniglia. Nel teatro della capitale apparve regolarmente fino al 1958, incontrandovi per la prima volta Maria Callas nel 1953 per un'edizione di Norma. Nei primi anni di carriera cantò in numerosi altri teatri italiani, anche di provincia.
Nel 1954 esordì alla Scala di Milano, accanto a Maria Callas, ne La Vestale di Gaspare Spontini. Nel teatro milanese apparve, nel decennio successivo, in molteplici rappresentazioni: La fanciulla del West e Turandot di Giacomo Puccini,  Fedora e Andrea Chénier di Umberto Giordano, Giulio Cesare ed  Ercole di Georg Friedrich Händel, Aida, Ernani, Il trovatore e  La battaglia di Legnano di Giuseppe Verdi,  Pagliacci di Ruggero Leoncavallo, Il pirata di Vincenzo Bellini, Carmen di Georges Bizet, Poliuto di Gaetano Donizetti, Cavalleria rusticana di Pietro Mascagni. Nel 1962 inoltre contribuì in modo determinante a riportare alla luce Gli ugonotti di Giacomo Meyerbeer, in una storica edizione diretta da Gianandrea Gavazzeni.
Continuò nel frattempo gli studi di perfezionamento vocale, condotti sotto la guida del collega ed amico Giacomo Lauri Volpi.
Il 27 gennaio 1961 debuttò al Teatro Metropolitan di New York nel ruolo di Manrico de Il trovatore (a fianco di un'altra debuttante d'eccezione: Leontyne Price), dando inizio a una carriera americana lunga e proficua. Al Metropolitan rimase per quindici stagioni consecutive, cantando le opere del grande repertorio: Don Carlo, Aida, La forza del destino, Ernani di Verdi, Turandot, Tosca, La fanciulla del West, La bohème di Puccini, Andrea Chénier, Cavalleria rusticana, Pagliacci, Adriana Lecouvreur del repertorio verista. Apparve inoltre ne La Gioconda, Roméo et Juliette, Werther, Lucia di Lammermoor. Corelli partecipò a 369 rappresentazioni al Met, concludendo l'attività nel teatro newyorkese nel 1975.
Fu presente anche negli altri più importanti teatri italiani (Firenze, Verona, Napoli ecc.), europei (Vienna, Londra, Berlino, Barcellona, Lisbona) e statunitensi (San Francisco, Chicago, Filadelfia). Dotato di innegabile fascino e grande presenza scenica, partecipò a diversi film-opera realizzati dalla RAI negli anni sessanta e settanta, sia in studio che da riprese teatrali.

### Il ritiro
L'ultima recita fu nel 1976 ne La bohème a Torre del Lago e l'addio definitivo al canto nel novembre del 1981 a Stoccolma, in occasione di un concerto in onore di Birgit Nilsson. Come dimostrano diversi documenti sonori, Corelli decise di ritirarsi, contrariamente a molti famosi colleghi di ogni epoca, solo a un lieve accenno di declino vocale, quando ancora era capace di notevoli prestazioni. Nel 1982 venne realizzato un film sulla sua carriera utilizzando le numerose incisioni discografiche. La città natale di Ancona, in collaborazione con la locale Associazione Amici della Lirica, per tre anni gli dedicò un concorso di canto, del quale fu presidente; durante la seconda edizione Corelli rilasciò una intervista video nella quale raccontò tutta la carriera. Di carattere riservato e gentile, non si vantò mai delle sue grandi qualità, limitandosi a dire in più occasioni di essere stato solo tanto fortunato.
Morì a Milano nel 2003 in conseguenza di un ictus. Dopo la cremazione, le sue ceneri sono state deposte al Cimitero Monumentale di Milano; successivamente il suo nome è stato iscritto al Famedio del medesimo cimitero. A Franco Corelli è dedicato il Teatro delle Muse di Ancona.

## Vocalità e note artistiche
È stato, per mezzi vocali e valenza d'interprete, una delle massime figure tenorili della seconda metà del Novecento. Dotato della rara caratteristica di abbinare un registro centrale estremamente ampio ad acuti sfolgoranti, grazie allo studio assiduo ha saputo piegare a belle modulazioni un materiale vocale di non facile "gestione", proprio per il grande volume, e in origine non privo di asprezze e disomogeneità. Ha eccelso nel repertorio lirico-spinto e drammatico, con validissime puntate nel campo del tenore romantico ottocentesco di forza, di cui, prima del suo avvento, si era persa memoria. In un articolo sul mensile Musica Viva, Rodolfo Celletti ebbe a citare: «le colate in tutto bronzo del titanico Corelli», e inoltre, nel volume Voce di tenore, lo stesso Celletti afferma: «...i suoi acuti sembravano addensarsi sulla platea della Scala come una cupola sonora»: immagini che cercano di descrivere le sensazioni di ampiezza, potenza, morbidezza e duttilità che suscitava il suo canto.

## Repertorio
| Ruolo                  | Titolo                  | Autore      |
| ---------------------- | ----------------------- | ----------- |
| Remo                   | Romulus                 | Allegra     |
| Gualtiero              | Il pirata               | Bellini     |
| Pollione               | Norma                   | Bellini     |
| Don José               | Carmen                  | Bizet       |
| Maurizio di Sassonia   | Adriana Lecouvreur      | Cilea       |
| Edgardo Ravenswood     | Lucia di Lammermoor     | Donizetti   |
| Poliuto                | Poliuto                 | Donizetti   |
| Andrea Chénier         | Andrea Chénier          | Giordano    |
| Loris Ipanoff          | Fedora                  | Giordano    |
| Achille                | Ifigenia in Aulide      | Gluck       |
| Faust                  | Faust                   | Gounod      |
| Roméo                  | Roméo et Juliette       | Gounod      |
| Orfeo Turno            | Enea                    | Guerrini    |
| Sesto Pompeo           | Giulio Cesare in Egitto | Händel      |
| Illo                   | Hercules                | Händel      |
| Canio                  | Pagliacci               | Leoncavallo |
| Turiddu                | Cavalleria rusticana    | Mascagni    |
| Werther                | Werther                 | Massenet    |
| Raoul di Nangis        | Gli ugonotti            | Meyerbeer   |
| Grigorij               | Boris Godunov           | Musorgskij  |
| Andreij Chovanskij     | Chovanščina             | Musorgskij  |
| Enzo Grimaldo          | La Gioconda             | Ponchielli  |
| Pierre Bezhukov        | Guerra e pace           | Prokofiev   |
| Rodolfo                | La bohème               | Puccini     |
| Mario Cavaradossi      | Tosca                   | Puccini     |
| Dick Johnson           | La fanciulla del West   | Puccini     |
| Calaf                  | Turandot                | Puccini     |
| Licinio                | La Vestale              | Spontini    |
| Enrico di Braunschweig | Agnese di Hohenstaufen  | Spontini    |
| Ernani                 | Ernani                  | Verdi       |
| Macduff                | Macbeth                 | Verdi       |
| Arrigo                 | La battaglia di Legnano | Verdi       |
| Manrico                | Il trovatore            | Verdi       |
| Gabriele Adorno        | Simon Boccanegra        | Verdi       |
| Don Alvaro             | La forza del destino    | Verdi       |
| Don Carlo              | Don Carlo               | Verdi       |
| Radames                | Aida                    | Verdi       |
| Romeo Montecchi        | Giulietta e Romeo       | Zandonai    |

## Discografia

### Incisioni in studio
- Pagliacci
  - Mafalda Micheluzzi, Tito Gobbi, Lino Puglisi, dir. Alfredo Simonetto video-RAI 1954 Legato Classics/Hardy Classic (DVD); Opera D'Oro/Bongiovanni (solo audio)
  - Lucine Amara, Tito Gobbi, Mario Zanasi, dir. Lovro von Matačić Columbia/EMI 1960
- Tosca
  - Renata Heredia Capnist, Carlo Tagliabue, dir. Antonino Votto video-RAI 1955 Hardy Classic (DVD)/Bongiovanni (solo audio)
  - Franca Duval (voce Maria Caniglia), Afro Poli (voce Giangiacomo Guelfi), dir. Oliviero De Fabritiis film 1956 - Hardy Classic
  - Birgit Nilsson, Dietrich Fischer-Dieskau, dir. Lorin Maazel Decca 1966
- Aida
  - Maria Curtis Verna, Miriam Pirazzini, Giangiacomo Guelfi, Giulio Neri, dir. Angelo Questa Cetra 1956
  - Birgit Nilsson, Grace Bumbry, Mario Sereni, Bonaldo Giaiotti, dir. Zubin Mehta EMI 1966
- Carmen
  - Belen Amparan, Elda Ribetti, Anselmo Colzani, dir. Nino Sanzogno video-RAI 1956 (in ital.) Hardy Classic (DVD)/Myto (solo audio)
  - Leontyne Price, Robert Merrill, Mirella Freni, dir. Herbert von Karajan RCA 1963[12]
  - Anna Moffo, Piero Cappuccilli, Helen Donath, dir. Lorin Maazel Eurodisc/Cetra 1970
- Turandot
  - Lucilla Udovich, Renata Mattioli, Plinio Clabassi, dir. Fernando Previtali video-RAI 1958 VAI(DVD)/Myto (solo audio)
  - Birgit Nilsson, Renata Scotto, Bonaldo Giaiotti, dir. Francesco Molinari Pradelli EMI 1965
- Norma: Maria Callas, Christa Ludwig, Nicola Zaccaria, dir. Tullio Serafin Columbia/EMI 1960
- Cavalleria Rusticana: Victoria de los Ángeles, Mario Sereni, dir. Gabriele Santini EMI 1962
- Andrea Chénier
  - Antonietta Stella, Mario Sereni, dir. Gabriele Santini EMI 1963
  - Celestina Casapietra, Piero Cappuccilli, dir. Bruno Bartoletti film-RAI 1973 Hardy Classic
- Il trovatore: Gabriella Tucci, Robert Merrill, Giulietta Simionato, Ferruccio Mazzoli, dir. Thomas Schippers EMI 1964
- Faust: Joan Sutherland, Nicolai Ghiaurov, Robert Massard, dir. Richard Bonynge Decca 1966
- Roméo et Juliette: Mirella Freni, Henry Guy, dir. Alain Lombard EMI 1968

### Registrazioni dal vivo
- Guerra e pace, Firenze 1953, Ettore Bastianini, Fedora Barbieri, Rosanna Carteri, Anselmo Colzani, Mirto Picchi, dir. Artur Rodziński - ed. Melodram
- Norma
  - Trieste 1953, Maria Callas, Elena Nicolai, Boris Christoff, dir. Antonino Votto ed. Melodram/IDIS
  - Roma 1958, Anita Cerquetti, Miriam Pirazzini, Giulio Neri, dir. Gabriele Santini ed. Living Stage/Myto
  - Parma 1971, Cristina Deutekom, Franca Mattiucci, Maurizio Mazzieri, dir. Antonino Votto ed. House of Opera/Première Opera
- Carmen
  - Napoli 1953 (in ital.), Giulietta Simionato, Elena Rizzieri, Aldo Protti, dir. Fritz Reiner ed. Archipel
  - Palermo 1959 (in ital.), Giulietta Simionato, Mirella Freni, Giangiacomo Guelfi, dir. Pierre Dervaux ed. GOP
- Agnese di Hoenstaufen, Firenze 1954, Lucilla Udovich, Dorothy Dow, Francesco Albanese, Giangiacomo Guelfi, Anselmo Colzani, dir. Vittorio Gui ed. Melodram/Myto
- La Vestale, La Scala 1954, Maria Callas, Ebe Stignani, Enzo Sordello. Nicola Rossi-Lemeni, dir. Antonino Votto ed. Melodram/IDIS
- Aida
  - Napoli 1955, Antonietta Stella, Fedora Barbieri, Anselmo Colzani, dir. Vittorio Gui ed. Bongiovanni/IDIS
  - Met 1962, Gabriella Tucci, Irene Dalis, Cornell MacNeil, Giorgio Tozzi, dir. George Shick ed. GOP/Myto
  - Met 1966, Leontyne Price, Elena Cernei, Sherrill Milnes, Jerome Hines, dir. Zubin Mehta ed. GOP
  - Philadelphia 1968 c., Martina Arroyo, Grace Bumbry, Mario Sereni, Cesare Siepi, dir. Fausto Cleva ed. On Stage
  - Verona 1972, Luisa Maragliano, Maria Luisa Nave, Giampiero Mastromei, Agostino Ferrin, dir. Oliviero De Fabritiis ed. Myto
- La fanciulla del west
  - La Scala 1956, Gigliola Frazzoni, Tito Gobbi, dir. Antonino Votto ed. Legato Classics/Myto
  - Philadelphia 1964, Dorothy Kirsten, Anselmo Colzani, dir. Anton Guadagno ed. Melodram
  - Met 1966, Dorothy Kirsten, Anselmo Colzani, dir. Jan Behr ed. Opera Lovers
- Tosca
  - Londra 1957, Zinka Milanov, Giangiacomo Guelfi, dir. Alexander Gibson ed. Legato Classics/Opera D'Oro/Urania
  - Livorno 1959, Renata Tebaldi, Anselmo Colzani, dir. Mario Parenti ed. Legato Classics
  - Met 1962, Leontyne Price, Cornell MacNeill, dir. Kurt Adler ed. Myto
  - Met 1964, Birgit Nilsson, George London, dir. Fausto Cleva ed. Opera Lovers
  - Met 1965, Maria Callas, Tito Gobbi, dir. Fausto Cleva ed. Melodram/Living Stage
  - Parma 1967, Virginia Gordoni, Attilio D'Orazi, dir. Giuseppe Morelli ed. Bongiovanni/Myto
- La forza del destino
  - Napoli 1958 (video-RAI), Renata Tebaldi, Ettore Bastianini, Boris Christoff, dir. Francesco Molinari Pradelli ed. Legato Classics/Hardy Classic; Melodram/Bongiovanni (solo audio)
  - Met 1965, Gabriella Tucci, Ettore Bastianini, Giorgio Tozzi, dir. Nello Santi ed. Melodram/GOP/Myto
  - Met 1968, Leontyne Price, Robert Merrill, Jerome Hines, dir. Francesco Molinari Pradelli ed. Myto
- Andrea Chenier
  - Napoli 1958, Antonietta Stella, Ettore Bastianini, dir. Franco Capuana ed. Cin Cin/Lyric Distribution
  - Vienna 1960, Renata Tebaldi, Ettore Bastianini, dir. Lovro von Matačić ed. Cetra/Melodram/Opera D'Oro
  - Met 1962, Zinka Milanov, Anselmo Colzani, dir. Fausto Cleva ed. Lyric Distribution/Opera Lovers
  - Met 1966, Renata Tebaldi, Anselmo Colzani, dir. Lamberto Gardelli ed. Myto
  - Philadelphia 1966, Montserrat Caballé, Dino Dondi, dir. Anton Guadagno ed. GOP
  - Met 1971, Gabriella Tucci, Cornell MacNeil, dir. Fausto Cleva ed. Legato-SRO
- Hercules, La Scala 1958, Jerome Hines, Fedora Barbieri, Elisabeth Schwarzkopf, Ettore Bastianini, Agostino Ferrin, dir. Lovro von Matačić ed. Melodram
- Adriana Lecouvreur
  - Napoli 1959, Magda Olivero, Giulietta Simionato, Ettore Bastianini, dir. Mario Rossi ed. Melodram/Phoenix
  - Met 1963, Renata Tebaldi, Biserka Cvejic, Anselmo Colzani, dir. Silvio Varviso ed. GOP/Living Stage
- Poliuto, La Scala 1960, Maria Callas, Ettore Bastianini, Nicola Zaccaria, dir. Antonino Votto ed. EMI
- Il trovatore
  - Napoli 1960, Mirella Parutto, Giangiacomo Guelfi, Fedora Barbieri, dir. Gabriele Santini ed. Myto
  - Parma 1961, Ilva Ligabue, Mario Zanasi, Adriana Lazzarini, Salvatore Catania, dir. Arturo Basile ed. House Opera/Myto (selez.)
  - Berlino 1961 (complessi del Teatro dell'Opera di Roma), Mirella Parutto, Ettore Bastianini, Fedora Barbieri, Agostino Ferrin, dir. Oliviero De Fabritiis ed. Melodram/BCS/Première Opera
  - Met 1961, Leontyne Price, Mario Sereni, Irene Dalis, William Wilderman, dir. Fausto Cleva ed. Myto
  - La Scala 1962, Antonietta Stella, Ettore Bastianini, Fiorenza Cossotto, Ivo Vinco, dir. Gianandrea Gavazzeni ed. Melodram/Myto
  - Salisburgo 1962, Leontyne Price, Ettore Bastianini, Giulietta Simionato, Nicola Zaccaria, dir. Herbert von Karajan ed. Arkadia/Gala/Opera D'Oro/Deutsche Grammophon
  - Chicago 1964, Ilva Ligabue, Mario Zanasi, Grace Bumbry, Ivo Vinco, dir. Bruno Bartoletti ed. Première Opera
- Don Carlo
  - Met 1961, Jerome Hines, Mario Sereni, Maria Curtis Verna, Irene Dalis, dir. Nino Verchi ed. GOP
  - Met 1964, Giorgio Tozzi, Nicolae Herlea, Leonie Rysanek, Irene Dalis, dir. Kurt Adler ed. Living Stage
  - Philadelphia 1966, Nicolai Ghiaurov, Louis Quilico, Rajna Kabaivanska, Oralia Domínguez, dir. Anton Guadagno ed. Melodram/House of Opera
  - Vienna 1970, Nicolai Ghiaurov, Eberhard Waechter, Gundula Janowitz, Shirley Verrett, dir. Horst Stein ed. Legato/Myto
  - Met 1970, Giorgio Tozzi, Robert Merrill, Rajna Kabaivanska, Grace Bumbry, dir. Kurt Adler ed. Opera Lovers
  - Met 1972, Cesare Siepi, Sherrill Milnes, Montserrat Caballé, Grace Bumbry, dir. Francesco Molinari Pradelli ed. Arkadia/Myto
- Turandot
  - Met 1961, Birgit Nilsson, Anna Moffo, Bonaldo Giaiotti, dir. Leopold Stokowski ed. Memories/Melodram
  - La Scala 1964, Birgit Nilsson, Galina Vishnevskaya, Nicola Zaccaria, dir. Gianandrea Gavazzeni, ed. Myto/Nuova Era/Opera D'Oro
  - Met 1966, Birgit Nilsson, Mirella Freni, Bonaldo Giaiotti, dir. Zubin Mehta ed. Living Stage
- La battaglia di Legnano, La Scala 1961, Antonietta Stella, Ettore Bastianini, dir. Gianandrea Gavazzeni ed. Melodram/Myto
- Gli ugonotti, La Scala 1962, Joan Sutherland, Giulietta Simionato, Giorgio Tozzi, Nicolai Ghiaurov, dir. Gianandrea Gavazzeni ed. Melodram/GOP/Nuova Era
- La Gioconda
  - Met 1962, Eleen Farrell, Robert Merrill, Nell Rankin, Giorgio Tozzi, dir. Fausto Cleva ed. Encore/Celestial Audio
  - Philadelphia 1964, Maria Curtis Verna, Cesare Bardelli, Mignon Dunn, Giorgio Tozzi, dir. Antòn Guadagno ed. BCS/Lyric Distribution
  - Philadelphia 1966, Renata Tebaldi, Anselmo Colzani, Mignon Dunn, Joshua Hecht, dir. Anton Guadagno ed. On Stage/BCS
  - Met 1966, Renata Tebaldi, Cornell MacNeil, Biserka Cvejic, Cesare Siepi, dir. Fausto Cleva ed. GOP
- Cavalleria rusticana, La Scala 1963, Giulietta Simionato, Giangiacomo Guelfi, dir. Gianandrea Gavazzeni ed. Myto/Opera D'Oro
- Pagliacci, Met 1964, Lucine Amara, Anselmo Colzani, Calvin Marsh, dir. Nello Santi ed. Melodram/Myto
- Ernani
  - Met 1965, Leontyne Price, Mario Sereni, Cesare Siepi, dir. Thomas Schippers ed. GOP/Memories/Myto
  - Met 1971, Martina Arroyo, Sherrill Milnes, Ezio Flagello, dir. Thomas Schippers ed. Opera Lovers
  - Verona 1972, Ilva Ligabue, Piero Cappuccilli, Ruggero Raimondi, dir. Oliviero De Fabritiis ed. Myto
- La bohème
  - Met 1965, Renata Tebaldi, Frank Guarrera, Anneliese Rothenberger, Jerome Hines, dir. Fausto Cleva ed. Bongiovanni
  - Philadelphia 1969, Renata Tebaldi, Frank Guarrera, Maria Candida, Jerome Hines, dir. Anton Guadagno ed. SRO/House of Opera
  - Macerata 1971, Luisa Maragliano, Giangiacomo Guelfi, Elvidia Ferracuti, Nicola Zaccaria, dir. Franco Mannino ed. Lyric Distribution/Opera Lovers
  - Met 1974, Montserrat Caballè, Dominic Cossa, John Macurdy, Maralin Niska, dir. Leif Segerstam ed. GOP/Living Stage
- Roméo et Juliette
  - Hartford 1967, Anna Moffo, Louis Sgarro, dir. Anton Guadagno ed. House of Opera
  - Met 1967, Mirella Freni, John Macurdy, John Reardon, dir. Francresco Molinari Pradelli ed. Lyric Distribution
  - Met 1970, Jeanette Pilou, Justino Diaz, John Reardon, dir. Alain Lombard ed. Celestial Audio
  - Met 1973, Colette Boky, John Macurdy, Dominic Cossa, dir. Martin Rich ed. Myto
- Werther
  - Met 1971, Rosalind Elias, John Reardon, Gail Robinson, dir. Alain Lombard ed. Melodram
  - Met 1971, Christa Ludwig, John Reardon, Judith Blegen, dir. Alain Lombard ed. Opera Lovers
  - Met 1972, Rosalind Elias, Dominic Cossa, Colette Boky, dir. Jan Behr ed. Myto/Bensar
- Lucia di Lammermoor, Met 1971, Roberta Peters, Matteo Manuguerra, Bonaldo Giaiotti, dir. Carlo Franci ed. Living Stage
- Macbeth, Met 1973, Sherrill Milnes, Grace Bumbry, Ruggero Raimondi, dir. Francesco Molinari Pradelli ed. Première Opera

### Brani singoli
- La fanciulla del west: Or son sei mesi, Turandot: Non piangere Liù, Nessun dorma, Adriana Lecouvreur: La dolcissima effigie, L'anima ho stanca -  Cetra 1955
- La Favorita: Una vergin un angiol di Dio, Tosca: Recondita armonia, E lucevan le stelle, La fanciulla del west: Ch'ella mi creda, Lucia di Lammermoor: Tombe degli avi miei, I Lombardi alla prima crociata: La mia letizia infondere, Rigoletto: La donna è mobile, Un ballo in maschera: Forse la soglia attinse, Fedora: Amor ti vieta, La forza del destino: La vita è  inferno all'infelice -  Cetra 1956
- Werther: Dividerci dobbiamo (con Loretta di Lelio), Ah non mi ridestar, Otello: Esultate!, Andrea Cheniér: Un dì all'azzurro spazio, Si, fui soldato, Come un bel dì di maggio, Ernani: Come rugiada al cespite, Il  trovatore: Deserto sulla terra, Ah si ben mio, Di quella pira, Mefistofele: Giunto sul passo estremo,  Pagliacci: Vesti la giubba, No, pagliaccio non son, Lodoletta: Se Franz dicesse il vero, Cavalleria rusticana: Addio alla madre, Fedora: Vedi, io piango, Carmen: La fleur (in ital.), Aida: Celeste Aida - Cetra 1957
- Norma: Meco all'altar di Venere, Me protegge, me difende, Rigoletto: Questa o quella, Simon Boccanegra: Cielo pietoso rendila, Mefistofele: Dai campi, dai prati, Manon Lescaut: Tra voi belle, Madama Butterfly: Amore o grillo, Addio fiorito asil - Cetra 1958
- Andrea Cheniér: Un dì all'azzurro spazio,  Come un bel dì di maggio, La favorita: Spirto gentil, Tosca: Recondita armonia, E lucevan le stelle, I puritani: A te o cara, Manon Lescaut: Donna non vidi mai, Adriana Lecouvreur: L'anima ho stanca, Turandot: Nessun dorma, La Gioconda: Cielo e mar, Gli Ugonotti: Bianca al par di neve - EMI 1961/62
- Aida: Pur ti riveggo (con Maria Callas), Un ballo in maschera: Forse la soglia attinse, Il trovatore: Di quella pira - EMI 1964
- Luisa Miller: Quando le sere al placido, La forza del destino: La vita è  inferno all'infelice, Macbeth: Ah la paterna mano, Ernani: Come rugiada al cespite, Rigoletto: La donna è mobile,  Roméo et Juliette': Ah! lève-toi, soleil, Le Cid: Ô souverain, ô juge, ô père, Loreley: Nel verde maggio - EMI 1967
- Manon Lescaut: Tu, tu, amore tu, Aida: Già i sacerdoti adunansi, Adriana Lecouvreur: Ma dunque, è vero?, La Gioconda: Ma chi vien?, Francesca da Rimini: Inghirlandata di violette - Duetti con Renata Tebaldi - Decca 1972